# Muzeum Narodowe Demokratycznej Republiki Konga
Muzeum Narodowe Demokratycznej Republiki Konga (francuski: Musée national de la République démocratique du Congo) lub MNRDC – muzeum historii kultury i sztuki Demokratycznej Republiki Konga w Kinszasie.  

## Historia

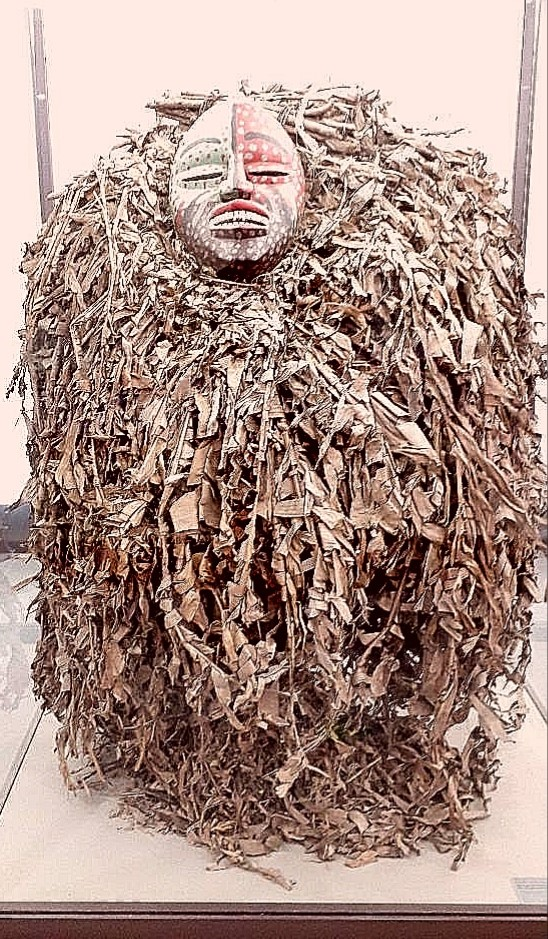
Kostium zamaskowanego tancerza w Muzeum Narodowym Demokratycznej Republiki Konga

Budowa muzeum została sfinansowana przez Koreańską Agencję ds. Współpracy. Po 33 miesiącach budowy, we współpracy koreańskich i kongijskich specjalistów, budynek muzeum został oficjalnie przekazany rządowi kongijskiemu przez przedstawicieli Republiki Korei w czerwcu 2019 roku. Konstrukcja budynku charakteryzuje się wykorzystanie wielu nowoczesnych technologii.
Muzeum zostało otwarte dla publiczności 23 listopada 2019 roku przez prezydenta Demokratycznej Republiki Konga Félixa Tshisekediego. W trakcie uroczystego otwarcie, nawiązano do potrzeby zwrotu znajdujących się za granicą kraju, rozproszonych po świecie zabytków kultury i sztuki kongijskiej. W trzech publicznych halach wystawowych o powierzchni 6000 m², prezentowanych jest 12 000 eksponatów.